# 南山大道
南山大道是中国广东省深圳市南山区的一条城市干道，北起中山园路，南至东滨路，全长5.4公里。全程双向六车道，道路等级为主干路。
南山大道南北贯穿南山辖区，沿途经过南山区各主要机构设施，包括深圳市公安局南山分局、南山文体中心、南山图书馆、深圳市第六人民医院（南山区人民医院）、南山区老干部活动中心等。

## 主要交汇道路
- 中山园路
- 北环大道（北环南山立交）
- 深南路
- 桂庙路（与滨海大道相接）
- 创业路
- 东滨路